# Calathea colorata
Calathea colorata là một loài thực vật có hoa trong họ Marantaceae. Loài này được (Hook.) Benth. mô tả khoa học đầu tiên năm 1883.